# Adamstown
Adamstown o Adamstaun è la capitale, nonché unico insediamento, dell'arcipelago delle Isole Pitcairn, ubicata sull'isola omonima dell'Oceano Pacifico meridionale e che è peraltro l'unica abitata.

## Geografia

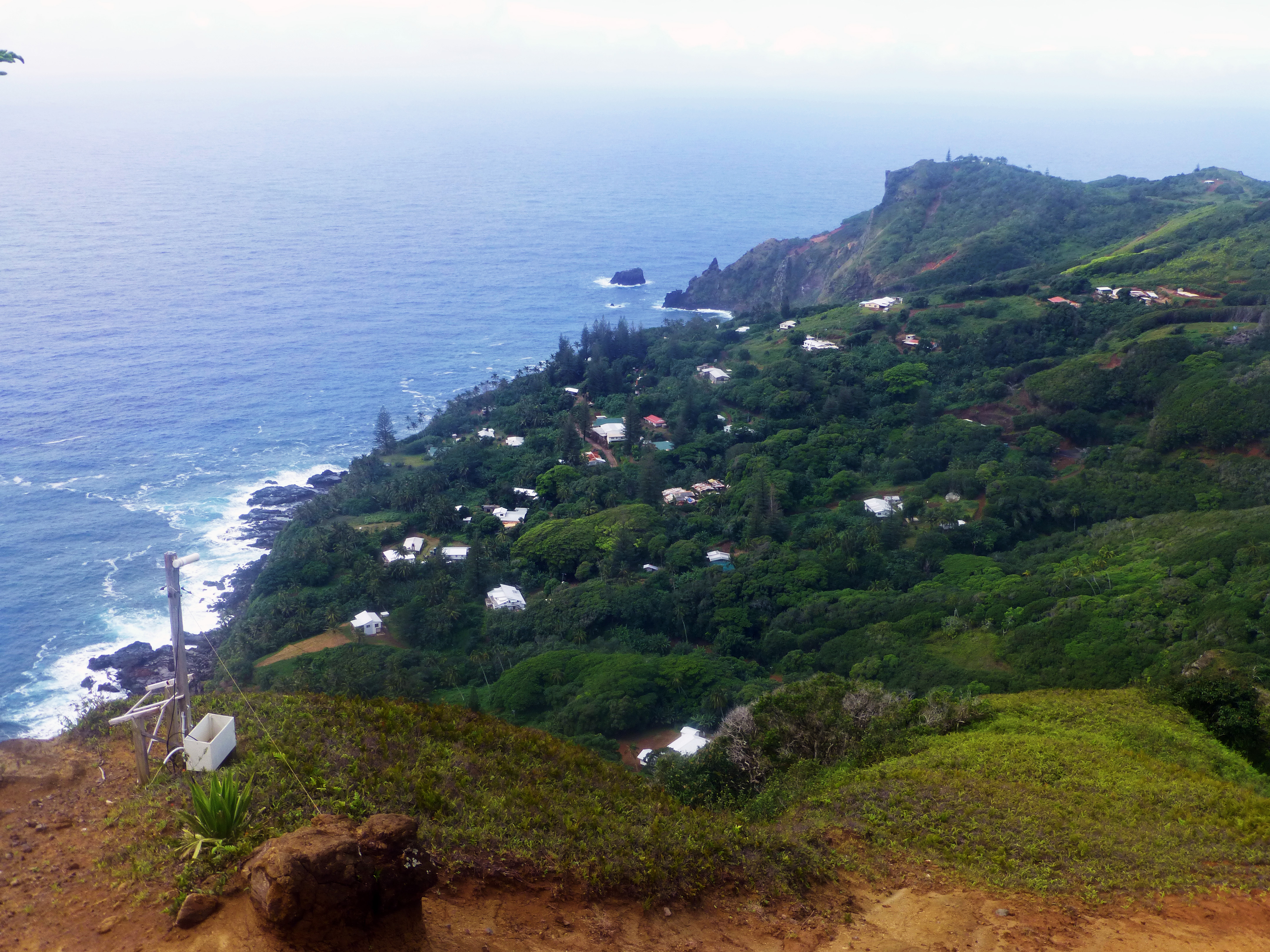
Adamstown dall'alto

Il centro abitato sorge sulle pendici della collina chiamata Hill of Difficulty (Collina della Difficoltà), arroccata 120 m sul livello del mare sopra la Bounty Bay. Le case si trovano o sopra o sotto la strada principale. La piazza pubblica rappresenta il cuore dell'isola e gli edifici che la circondano fungono da tribunale, ufficio del magistrato dell'isola, municipio, chiesa, dispensario, biblioteca e ufficio postale. 
Tra le molte tracce delle origini dell'isola si può ricordare la Bibbia del Bounty di Fletcher Christian, conservata in una teca di vetro all'interno della chiesa. La Bibbia fu vinta a una riffa nel 1839, ma nel 1949 fu restituita all'isola. L'ancora del Bounty, portata in salvo da una squadra del National Geographic, è esposta davanti al tribunale e un po' più giù lungo la strada si trova un cannone del Bounty.

### Dintorni di Adamstown
L'ancora dell'Acadia, naufragata al largo dell'isola di Ducie, è esposta sul crinale della collina, detto Edge, che sovrasta la Bounty Bay. La tomba di John Adams è l'unica che è stata preservata di tutte le tombe degli ammutinati del Bounty. Sovrasta Adamstown la grotta di Fletcher Christian, che si suppone sia stata il luogo dove Christian andava a nascondersi per avvistare eventuali navi minacciose o per salvarsi la pelle nei primi anni violenti dell'insediamento.

## Storia
La città, situata nella parte settentrionale dell'isola di Pitcairn, prende il nome da John Adams (1767-1829), capo spirituale e unico europeo rimasto dopo i 18 anni d'isolamento dell'isola principale (1790-1808), che prese le redini della comunità degli ex ammutinati del Bounty.

## Società

### Popolazione
La città è ufficialmente la capitale meno popolosa della terra (48 abitanti al 2015), in diminuzione a causa dell'emigrazione verso la Nuova Zelanda.

### Servizi
Non esistono alberghi né linee telefoniche e le uniche comunicazioni possibili sono via nave con approdo al largo.

### Educazione
Ad Adamstown è presente una scuola dal 1864, la scuola ha una insegnante e serve per i bambini da 5 ai 14 anni gestita dal governo britannico che segue il curriculum neozelandese, gli abitanti di Pitcairn possono in seguito continuare gli studi in Nuova Zelanda distante 5.000 km dall'isola.

## Clima
| Adamstown           | Mesi | Mesi | Mesi | Mesi | Mesi | Mesi | Mesi | Mesi | Mesi | Mesi | Mesi | Mesi | Stagioni | Stagioni | Stagioni | Stagioni | Anno  |
| Adamstown           | Gen  | Feb  | Mar  | Apr  | Mag  | Giu  | Lug  | Ago  | Set  | Ott  | Nov  | Dic  | Inv      | Pri      | Est      | Aut      | Anno  |
| ------------------- | ---- | ---- | ---- | ---- | ---- | ---- | ---- | ---- | ---- | ---- | ---- | ---- | -------- | -------- | -------- | -------- | ----- |
| T. max. media (°C)  | 26,4 | 26,7 | 26,3 | 24,8 | 23,2 | 21,9 | 21,3 | 20,9 | 21,6 | 22,7 | 23,6 | 25,0 | 26,0     | 24,8     | 21,4     | 22,6     | 23,7  |
| T. min. media (°C)  | 20,8 | 21,4 | 21,2 | 20,4 | 19,1 | 18,0 | 17,2 | 16,6 | 16,9 | 17,7 | 18,6 | 19,7 | 20,6     | 20,2     | 17,3     | 17,7     | 19,0  |
| Precipitazioni (mm) | 112  | 136  | 117  | 122  | 123  | 154  | 135  | 121  | 135  | 139  | 120  | 152  | 400      | 362      | 410      | 394      | 1 566 |